# 大阪市立新森小路小学校
大阪市立新森小路小学校（おおさかしりつ しんもりしょうじしょうがっこう）は、大阪府大阪市旭区新森にある公立小学校。

## 沿革
- 1949年6月20日 - 大阪市立清水小学校分教場を設置。
- 1949年9月1日 - 分教場が大阪市立清水南小学校として独立開校。
- 1950年5月1日 - 大阪市立新森小路小学校に校名変更。

## 通学区域
- 大阪市旭区 新森1丁目〜7丁目
- 大阪市鶴見区 緑4丁目

卒業生は大阪市立旭東中学校へ進学する。

## 交通
- 地下鉄今里筋線 新森古市駅 東へ約300m。